# Dmusy
Dmusy [ˈdmusɨ] (deutsch Dmussen, 1938–1945 Dimussen) ist ein Dorf in der polnischen Woiwodschaft Ermland-Masuren, das zur Stadt- und Landgemeinde Biała Piska (Bialla, 1938–1945 Gehlenburg) im Powiat Piski (Kreis Johannisburg) gehört.

## Geographische Lage
Dmusy liegt im südlichen Osten der Woiwodschaft Ermland-Masuren, 26 Kilometer nordöstlich der Kreisstadt Pisz (deutsch Johannisburg).

## Geschichte
Das ursprünglich Demussen, nach 1579 Dmusy und bis 1938 Dmussen genannte Dorf wurde im Jahre 1495 gegründet.
Der Ort gehörte zum Kreis Johannisburg im Regierungsbezirk Gumbinnen (ab 1905 Regierungsbezirk Allenstein) in der preußischen Provinz Ostpreußen. 1874 wurde er in den neu errichteten Amtsbezirk Groß Rogallen (polnisch Rogale Wielkie) eingegliedert, aber bereits vor 1908 in den Amtsbezirk Drygallen (ab 1938 Amtsbezirk Drigelsdorf) umgegliedert.
Im Jahr 1910 zählte Dmussen 258 Einwohner; 1933 waren es 266, genauso wie 1939.
Aufgrund der Bestimmungen des Versailler Vertrags stimmte die Bevölkerung im Abstimmungsgebiet Allenstein, zu dem Dmussen gehörte, am 11. Juli 1920 über die weitere staatliche Zugehörigkeit zu Ostpreußen (und damit zu Deutschland) oder den Anschluss an Polen ab. In Dmussen stimmten 180 Einwohner für den Verbleib bei Ostpreußen, auf Polen entfiel keine Stimme.
Am 3. Juni (amtlich bestätigt am 16. Juli) des Jahres 1938 wurde Dmussen aus politisch-ideologischen Gründen der Abwehr fremdländisch klingender Ortsnamen in Dimussen umbenannt.
In Kriegsfolge kam das Dorf 1945 mit dem gesamten südlichen Ostpreußen zu Polen und erhielt die polnische Namensform Dmusy. Heute ist es Sitz eines Schulzenamtes (polnisch Sołectwa) und eine Ortschaft im Verbund der Stadt- und Landgemeinde Biała Piska (Bialla, 1938–1945 Gehlenburg) im Powiat Piski (Kreis Johannisburg), bis 1998 der Woiwodschaft Suwałki, seither der Woiwodschaft Ermland-Masuren zugehörig.

## Religionen
Vor 1945 war Dmussen in die evangelische Kirche Skarzinnen (1938–1945 Richtenberg, polnisch Skarżyn) in der Kirchenprovinz Ostpreußen der Evangelischen Kirche der Altpreußischen Union und die römisch-katholische Kirche in Johannisburg (polnisch Pisz) im Bistum Ermland eingegliedert.
Heute gehört Dmusy katholischerseits zur Pfarrei Rożyńsk Wielki im Bistum Ełk der römisch-katholischen Kirche in Polen. Die evangelischen Einwohner halten sich zur Kirchengemeinde in Biała Piska, einer Filialgemeinde der Pfarrei in Pisz in der Diözese Masuren der Evangelisch-Augsburgischen Kirche in Polen.

## Verkehr
Dmusy liegt im Kreuzungsbereich der beiden Nebenstraßen 1678N und 1867N, die von Biała Piska nach Marchewki (Marchewken, 1926–1945 Bergfelde) bzw. von Drygały (Drygallen, 1938–1945 Drigelsdorf) nach Skarżyn (Skarzinnen, 1938–1945 Richtenberg) führen. Eine Bahnanbindung besteht nicht.